# Jorvik Viking Centre
Le Jorvik Viking Centre est un musée et une attraction touristique à York, en Angleterre.
Via un circuit de petites voitures équipées de haut-parleurs, les spectateurs peuvent notamment contempler des mannequins et des dioramas grandeur nature illustrant la vie des Vikings dans la ville à l'époque où elle était la capitale du royaume viking de Jórvík.

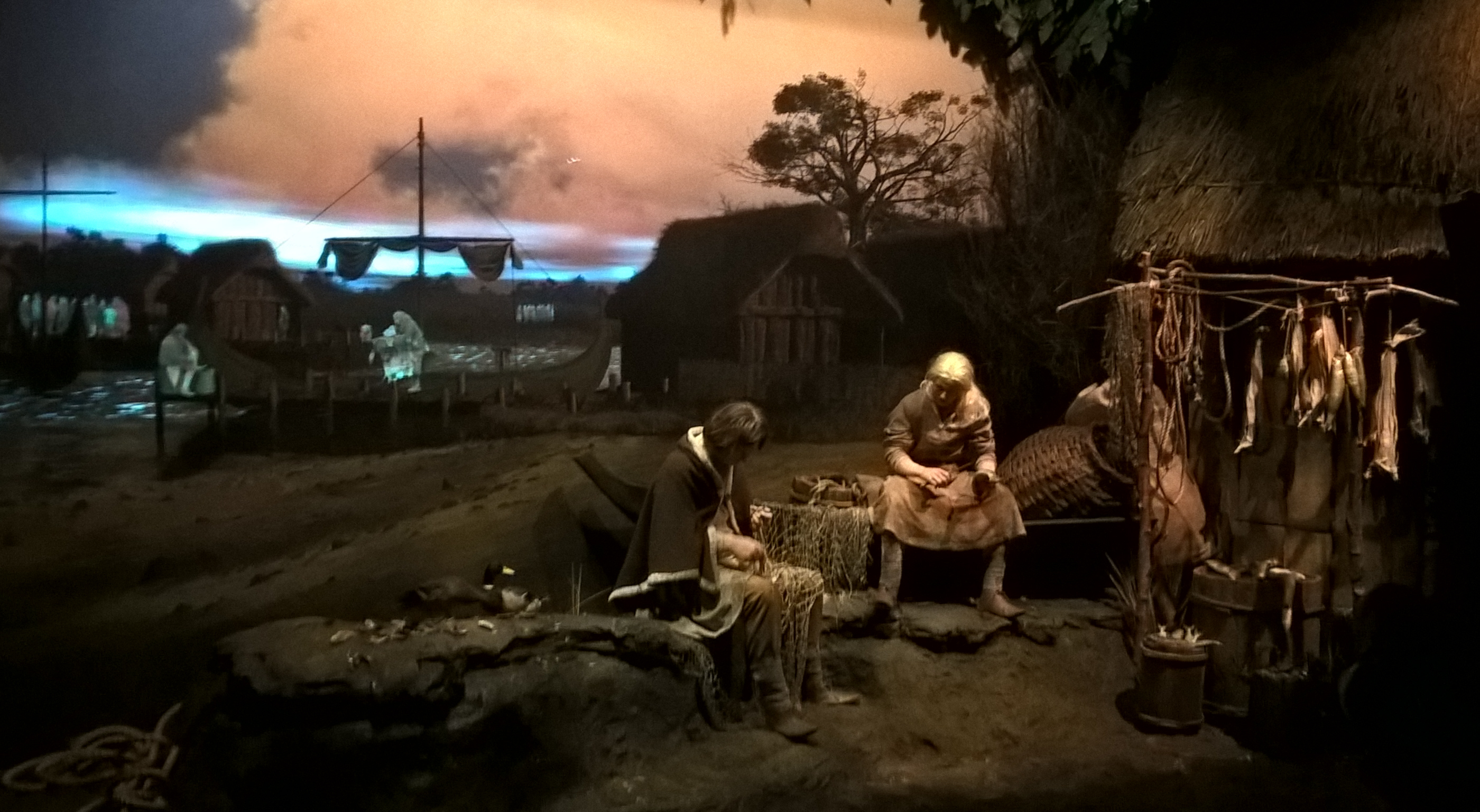
Scène de pêche.
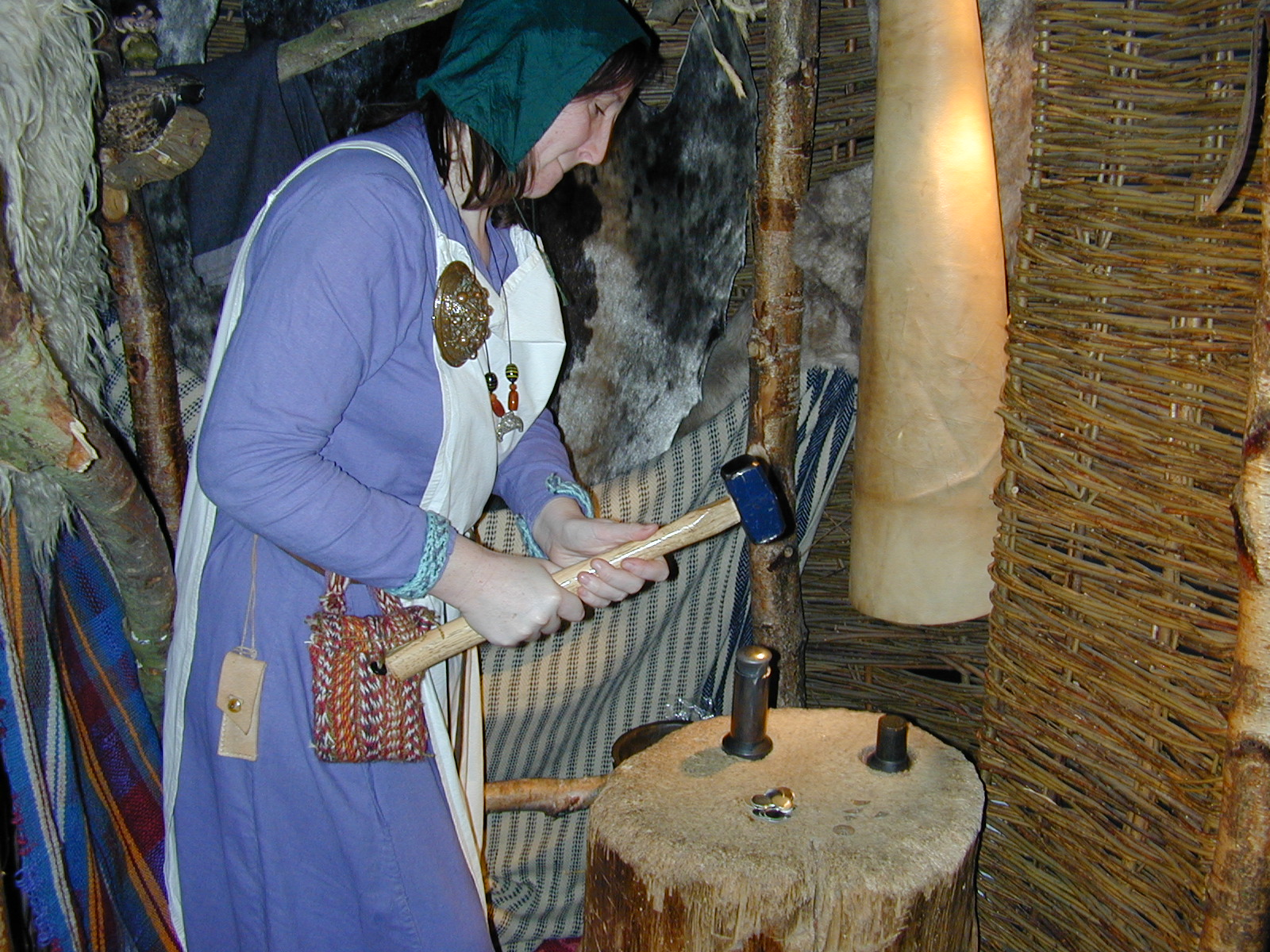
Atelier de façonnage de pièce de monnaie.
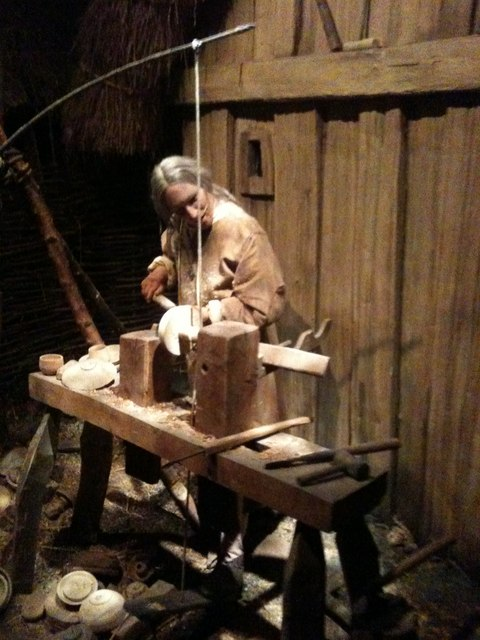
Atelier d'ébénisterie.